# 叶雅各
叶雅各（1894年4月30日—1967年12月24日），男，广东番禺人，中国林学家，中国近代林业开拓者之一，国立武汉大学农学院的创立者。

## 生平
1918年获美国宾夕法尼亚州立大学森林系科学学士学位；1921年获耶鲁大学森林学硕士学位。1921年回国，任南京金陵大学森林系教授兼系主任。1928年7月，任国立武汉大学新校舍建筑设备委员会”委员兼秘书，同时任武大教授。1933年筹建国立武汉大学农学院，1936年农学院成立后任院长。1940年，任澳门培正中学教导主任。1943年，任广西科学馆秘书长。1946年继任武汉大学农学院院长。
中华人民共和国成立后，先后担任湖北省农林厅技术室主任、副厅长，湖北省林业局局长，湖北省林业厅副厅长。
1962年，叶雅各有感于大跃进对自然环境、经济建设的影响，撰文《森林对风调雨顺的关系》，该文在文革中成为反动学术权威和走资派的罪状，1967遭迫害致死。